# Olèrdola
Olèrdola település Spanyolországban, Barcelona tartományban. Lakosainak száma 3946 fő (2024).

## Földrajza
Olèrdola Vilafranca del Penedès, Sant Cugat Sesgarrigues, Avinyonet del Penedès, Olivella, Canyelles, Castellet i la Gornal és Santa Margarida i els Monjos községekkel határos.

## Népesség
A település lakosságának változását az alábbi diagram mutatja:
| Lakosok száma | 195  | 1517 | 1424 | 1332 | 1578 | 2632 | 3462 | 3579 | 3692 | 3946 |
|               | 1717 | 1887 | 1936 | 1960 | 1986 | 2004 | 2009 | 2014 | 2019 | 2024 |